# Petitcodiac
Der Petitcodiac (englisch Petitcodiac River; französisch Rivière Petitcodiac; informell Chocolate River) ist ein kanadischer Fluss im Südosten von New Brunswick. 
Der Fluss verläuft durch Westmorland County, Albert County und Kings County. Der Fluss mündet in die Bay of Fundy in den Atlantischen Ozean. Sein Einzugsgebiet beträgt rund 2000 Quadratkilometer.
Aufgrund der durch starke Sedimentation verursachten Braunfärbung wird er auch Chocolate River genannt.

## Gezeitenwelle
Der Fluss wies – bis zu seiner Abtrennung vom offenen Meer durch ein 1968 gebautes Sperrwerk – eine der größten Gezeitenwellen weltweit auf. Die Welle erreichte eine Höhe von ein bis zwei Metern und eine Geschwindigkeit von 5 bis 13 km/h. Ab 1968 betrug die Höhe der Gezeitenwelle nur noch wenige Dezimeter. Seit der Öffnung des Sperrwerks im Jahr 2010 ist sie wieder angestiegen.
In der Bay of Fundy, in die der Fluss mündet, beträgt der Tidenhub bis zu 15 Meter.

## Schlacht am Petitcodiac
Im Rahmen des Siebenjährigen Krieges in Nordamerika kam am 4. September 1755 es bei Hillsborough zur Schlacht am Petitcodiac. Britische Einheiten zerstörten im Rahmen einer Strafexpedition Siedlungen der Akadier am Fluss. Als die britischen Einheiten sich dem Dorf näherten, trafen sie auf französische Streitkräfte und wurde mit schweren Verlusten vertrieben. Diese Gefecht wurde am 16. Mai 1918, als „Battle of Petitcodiac“, durch die kanadische Regierung zu einem „nationalen historischen Ereignis“ erklärt. Die Stätte ist heute durch eine Gedenktafel gekennzeichnet.